# Чека (приток Пьяны)
Чека — река в Нижегородской области России. Устье реки находится в 383 км по левому берегу реки Пьяна. Длина реки составляет 70 км, площадь бассейна — 509 км².
Исток реки находится на Приволжской возвышенности на границе Починковского и Лукояновского районов в 25 км к юго-востоку от города Лукоянов. Первые километры течения река преодолевает по Починковскому району, затем перетекает в Большеболдинский район. Преодолев в среднем течении небольшой участок по территории Лукояновского района в нижнем течении река возвращается в Большеболдинский. Генеральное направление течения — северо-восток, русло сильно извилистое. Большая часть течения проходит по безлесой местности, долина реки плотно заселена. Чека протекает село Большие Поляны (Новослободский сельсовет, Большеболдинский район); деревни Малая Васильевка и Малые Поляны (Большемаресьевский сельсовет, Лукояновский район); село Илларионово и деревни Головачёвка, Сумароково, Чертас, Стяжкино (Молчановский сельсовет, Большеболдинский район); села Малое Казариново и Аносово (Большеболдинский сельсовет, Большеболдинский район); село Кистенёво и деревню Усад (Черновской сельсовет, Большеболдинский район). Впадает в Пьяну напротив села Черновское.
Имеет 95 притоков, на водосборе реки расположено 75 озёр и прудов. Река протекает по лесостепной всхломленной равнине. Имеются островки лесов из лиственных и хвойных пород. Невысокие холмы расположены в 500—1000 м от реки. Вся равнина, видимо, заливается при высоком паводковом уровне воды. Ширина реки 3—4 м, глубина до 1,5—1,8. Свал глубин начинаются сразу от берега. Скорость течения от 0,1—0,15 м/с. Русло реки местами закоряжено. Берега реки очень крутые, высотой около 5 метров на всем протяжении. По берегам густо разросся ивняк, осока. Ручьи данного района имеют среднюю ширину 1,0—1,5 м, глубину 0,2—0,1 м, скорость течения 0,24 м/с. Класс воды гидрокарбонатный. Вода жёсткая. В верхнем и среднем течении реки отмечается преобладание солей кальция, а ближе к устью магния. Минерализация воды средняя. Содержание всех основных ионов не превышает рыбоводных норм. Цветность воды низкая. Соли железа отсутствуют. Активная реакция воды слабощелочная. Минерального и общего фосфора мало. В среднем и нижнем течении реки Чека содержание минерального азота не превышает нормы. Напротив, в верховье реки отмечается очень высокое содержание нитратов в воде — в 8,5—8,7 раз выше допустимой величины 2,0 мг/дм³.

## Притоки
Основные притоки (расстояние от устья):
- 13 км: река Азанка (пр)
- 43 км: река Черезь (пр)

## Данные водного реестра
По данным государственного водного реестра России относится к Верхневолжскому бассейновому округу, водохозяйственный участок реки — Сура от устья реки Алатырь и до устья, речной подбассейн реки — Сура. Речной бассейн реки — (Верхняя) Волга до Куйбышевского водохранилища (без бассейна Оки).
Код объекта в государственном водном реестре — 08010500412110000039456.